# Kotten (Wipperfürth)
Kotten ist eine Ortschaft von Wipperfürth im Oberbergischen Kreis im Regierungsbezirk Köln in Nordrhein-Westfalen (Deutschland).

## Lage und Beschreibung

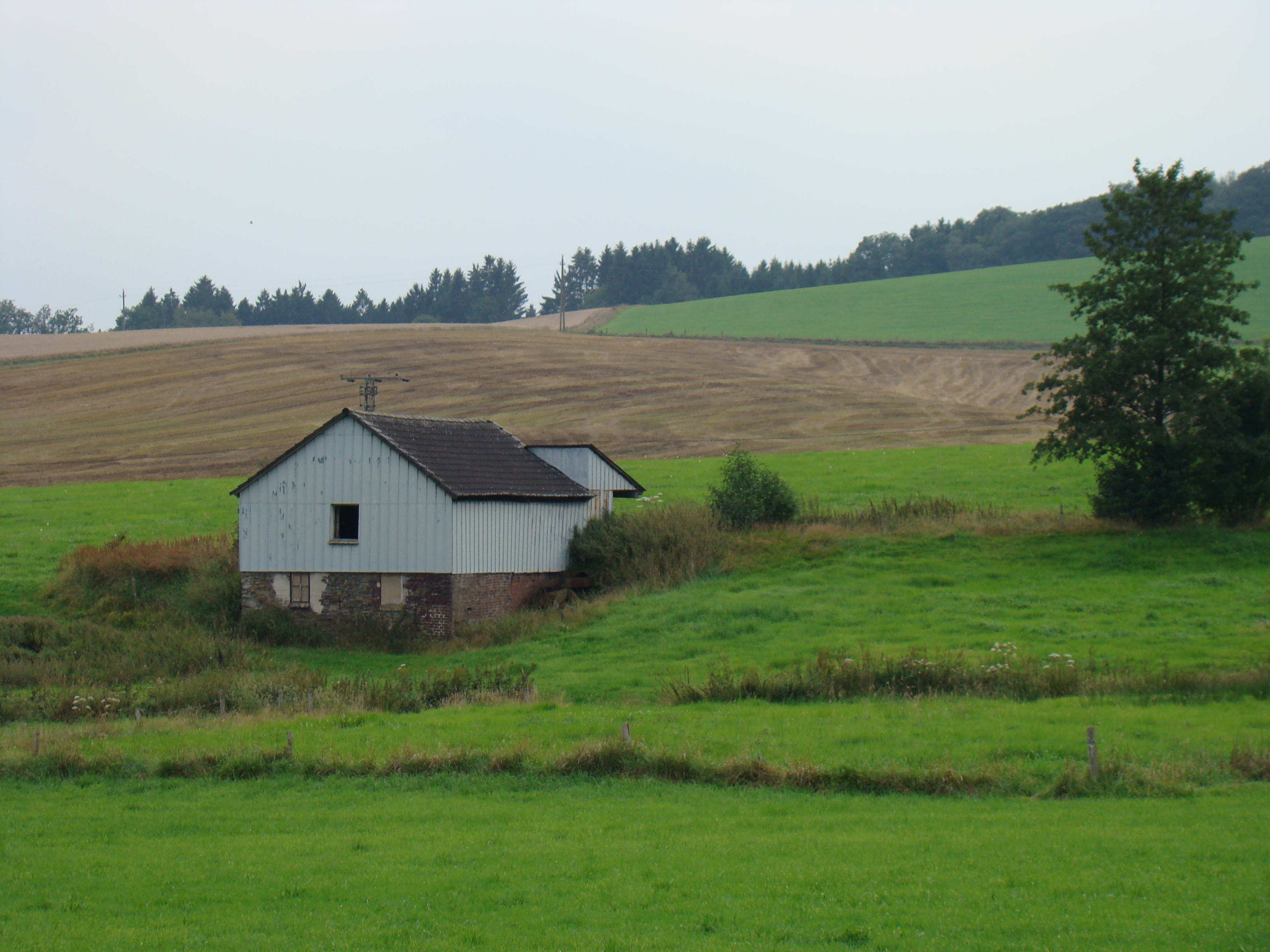
Die zur Ortschaft Kotten gehörende Wassermühle. An der rechten Seite des Gebäudes erkennt man das oberschlächtige Wasserrad.

Kotten liegt im Norden von Wipperfürth an der Stadtgrenze zu Radevormwald an der Kreisstraße K11. Nachbarorte sind Radevormwald-Hönde, Bruch, Berge und Levenhausen. Der im Nordwesten bei Hönde entspringende Hönder Bach fließt durch den Ort und mündet am südlichen Ortsrand in den Levenhausener Siepen. Am östlichen Ortsrand fließt der Moorbach vorbei. Am rechten Nebenarm dieses Baches liegt in 100 m Entfernung südöstlich vom Ort eine Wassermühle mit Mühlenteich.
Politisch wird der Ort durch den Direktkandidaten des Wahlbezirks 17.2 (172) Egen im Rat der Stadt Wipperfürth vertreten.

## Geschichte
1548 wurde der Ort erstmals urkundlich erwähnt. „Heinrich tho dem Koten“ wird in der Liste der „bergischen Spann- und Schüppendienste“ genannt. 1715 zeigt die Topographia Ducatus Montani einen Hof und benennt diesen mit „Koten“. Ab der Preußischen Uraufnahme von 1840 bis 1843 wird die Ortsbezeichnung „Kotten“ verwendet.

## Busverbindungen
Die Ortschaft ist über die bei Bruch gelegene Bushaltestelle der Linie 337 (VRS/OVAG) an den öffentlichen Personennahverkehr angebunden.